# Elizabeth Mitchell
Elizabeth Mitchell (sinh ngày 27/3/1970). Là 1 nữ diễn viên người Mỹ, cô đã tham gia một số vai diễn trên truyền hình (Gia - 1988, Linda McCartney Story - 2000, Nam and Boy - 2002...) và một số bộ phim điện ảnh (The Santa Clause phần 2 và 3....), tuy nhiên so với số năm hoạt động trong làng giải trí thì số phim mà cô tham gia không nhiều.
Về lĩnh vực truyền hình, bộ phim thành công nhất và đem đến cho cô nhiều tiếng vang nhất (cho đến hiện tại) có lẽ là Lost (Mất tích). Trong phim này, cô vào vai Juliet, 1 bác sĩ sản khoa, vì những lý do riêng đã nhận lời Ben, thủ lĩnh của nhóm "Kẻ khác" trên hòn đảo kỳ lạ mà chiếc máy bay Oceanic 815 đã rớt xuống, đến đây để làm tay sai cho ông ta. Lúc đầu, cô xuất hiện với 1 vẻ lãnh đạm, về sau khi nhận lệnh của Ben phải gia nhập nhóm của Jack, cô dần thay đổi mình, cũng như cô nhận ra rằng mình đã yêu Jack. Tuy nhiên, trong bộ phim này, cô chỉ đóng vai phụ, vì vậy đất diễn của cô trong những phần đầu cô xuất hiện rất hạn chế, chỉ khi sang phần 5, khi mà cô và Sawyer đã có tình cảm với nhau thì vai trò của cô mới quan trọng hơn, bởi vì đến cuối phần 5 và đầu phần 6, cái chết của cô đã làm cho cả Sawye và Jack thay đổi rất nhiều. Về lĩnh vực điện ảnh, chắc hẳn những ai là Fan của các bộ phim về ông già Noel sẽ không quên được hình ảnh của cô vợ xinh đẹp của ông già bụng phệ, râu tóc bạc phơ, mỗi năm đều đem đến niềm vui cho trẻ em khắp thế giới, người mà trước đó chính là cô giáo của con trai ông. Vai diễn này cũng đã mang về cho cô giải thưởng Đột phá của năm vào năm 2007 với phần 3 của bộ phim.
Về đời tư, hiện nay cô đang sống với chồng là diễn viên Chris Soldevilla và một con trai.

## Phim
| Năm  | Tựa                                   | Vai trò                          | Ghi chú  |
| ---- | ------------------------------------- | -------------------------------- | -------- |
| 1998 | Gia                                   | Linda                            | TV movie |
| 1999 | Molly                                 | Beverly Trehare                  |          |
| 2000 | Frequency                             | Julia 'Jules' Sullivan           |          |
| 2000 | Nurse Betty                           | Chloe Jensen                     |          |
| 2000 | The Linda McCartney Story             | Linda McCartney                  | TV movie |
| 2001 | Hollywood Palms                       | Blair                            |          |
| 2001 | Double Bang                           | Dr. Karen Winterman              |          |
| 2002 | The Santa Clause 2                    | Carol Newman                     |          |
| 2002 | Man and Boy                           | Cyd Mason                        | TV movie |
| 2004 | 3: The Dale Earnhardt Story           | Teresa Earnhardt                 | TV movie |
| 2006 | Running Scared                        | Edele Hansel                     |          |
| 2006 | The Santa Clause 3: The Escape Clause | Mrs. Claus / Carol Newman-Calvin |          |
| 2011 | Answers to Nothing                    | Kate                             |          |
| 2016 | The Purge: Election Year              | Charlie Roan                     |          |

| Năm       | Tên                  | Vai diễn                             | Notes      |
| --------- | -------------------- | ------------------------------------ | ---------- |
| 1994–1995 | Loving               | Dinah Lee Mayberry Alden McKenzie #2 | Soap opera |
| 1996      | L.A. Firefighters    | Laura Malloy                         | Recurring  |
| 1997      | Comfort, Texas       | Trudy                                | Pilot      |
| 1998      | Significant Others   | Jane Chasen                          |            |
| 1999–2000 | Time of Your Life    | Ashley Holloway                      | Recurring  |
| 2000–2001 | E.R.                 | Dr. Kim Legaspi                      | Recurring  |
| 2001      | The Beast            | Alice Allenby                        |            |
| 2003      | The Lyon's Den       | Ariel Saxon                          |            |
| 2004      | Grammercy Park       | Taylor Elliot Quinn                  | Pilot      |
| 2004      | House                | Sister Augustine                     | 1x05       |
| 2006      | Haskett's Chance     | Ann Haskett                          | Pilot      |
| 2006–2010 | Lost                 | Juliet Burke                         | Main cast  |
| 2007–2008 | Lost: Missing Pieces | Juliet Burke                         | Webisodes  |
| 2009–2011 | V                    | Erica Evans                          | Lead role  |

| Năm  | Show name                         | Vai diễn              |
| ---- | --------------------------------- | --------------------- |
| 1993 | Dangerous Curves                  | Bethanny Haines       |
| 1994 | The Cosby Mysteries               | Missing Woman         |
| 1996 | The Sentinel                      | Wendy Hawthorne       |
| 1997 | JAG                               | Lt. Sandra Gilbert    |
| 2001 | Spin City                         | Nancy Wheeler         |
| 2003 | Law & Order: Special Victims Unit | Andrea Brown          |
| 2003 | CSI: Crime Scene Investigation    | Melissa Winters       |
| 2004 | Everwood                          | Sara Beck             |
| 2004 | Boston Legal                      | Christine Pauley      |
| 2004 | House                             | Sister Mary Augustine |
| 2011 | Law & Order: Special Victims Unit | June Frye             |
| 2012 | Grey's Anatomy                    | Nurse                 |
| 2014 | Once Upon A Time                  | Ingrid - Snow Queen   |

## Theatre credits
- Amateurs (1992) – Jennifer
- Red Channels (1994) – Shelia Harcourt
- Three Tall Women (1995) – C
- Absolution (1999) – Gordon's Wife
- A Midsummer Night's Dream (2008) – Helena

## Giải thưởng và đề cử
| Năm  | Giải thưởng           | Hạng mục                              | TV show/Movie                          | Kết quả                     |
| ---- | --------------------- | ------------------------------------- | -------------------------------------- | --------------------------- |
| 2006 | Saturn Award          | Best Supporting Actress on Television | Lost                                   | Nominated                   |
| 2007 | Saturn Award          | Best Supporting Actress on Television | Lost                                   | Nominated                   |
| 2007 | Hollywood Life Awards | Breakthrough of the Year              | Santa Clause 3: The Escape Clause/Lost | Won                         |
| 2008 | Saturn Award          | Best Supporting Actress on Television | Lost                                   | Won (tied with Summer Glau) |
| 2009 | Saturn Award          | Best Supporting Actress on Television | Lost                                   | Nominated                   |
| 2010 | Emmy Award            | Best Guest Actress in a Drama         | Lost                                   | Nominated                   |
| 2011 | Saturn Award          | Best Actress on Television            | V                                      | Nominated                   |